# Eau (trigramme)
Cette page contient des caractères spéciaux ou non latins. S’ils s’affichent mal (▯, ?, etc.), consultez la page d’aide Unicode.
Pour les articles homonymes, voir Eau et Eau (homonymie).
Eau (minuscule eau) est un trigramme de l'alphabet latin composé d'un E, d'un A et d'un U. 

## Linguistique
- En français, le trigramme ‹ eau › représente le son [o] (exemple : ruisseau).

## Représentation informatique
Il n'existe aucun encodage de ‹ eau › sous la forme d'un seul signe. Il est toujours réalisé en accolant un E, un A et un U.